# Grève des réalisateurs de Radio-Canada
La grève des réalisateurs de Radio-Canada en 1959 est une revendication sociale sous la forme d'une grève d'une durée de 68 jours du 29 décembre 1958 au 7 mars 1959 par les réalisateurs de Radio-Canada qui militent contre le manque de reconnaissance de l’action syndicale des cadres et l'absence d'une entité syndicale les représentant. Se terminant quelques mois avant la mort de Maurice Duplessis, très répressif envers les syndicats, cette grève est considérée comme un événement marquant et fédérateur de l'histoire sociale du Québec et du syndicalisme québécois et sera plus tard perçue comme un élément déclencheur de la Révolution tranquille. De plus, cet événement aura permis à René Lévesque de gagner en popularité auprès des Québécois puisqu'il fut un acteur majeur des revendications et des négociations.

## Contexte

### Le contexte politique
En 1945, à la suite de la Seconde Guerre mondiale, les travailleurs connaissent de belles années grâce à une augmentation de leur salaire et une amélioration de leurs conditions de travail. En fait, entre 1946 et 1961, une augmentation de salaire de plus de 100 % est octroyée aux Québécois, et la semaine de 40 heures fait son apparition. Bien que le syndicalisme prenne de l’ampleur, son progressisme ne fait pas l’unanimité pour l’État québécois de l’époque.
Les actions syndicales sont dénoncées par le premier ministre du Québec Maurice Duplessis et son gouvernement qui soutient les employeurs afin d’encourager l’entrepreneuriat qui pourrait bénéficier d’une main-d'œuvre à moindre coût (cheap labor). Ce type de gouvernance ultra-conservatrice favorise l’action patronale. Il dénigre le syndicalisme comme étant un risque à l’ordre social de l’époque. Concrètement, en 1949, Duplessis tente de réduire le pouvoir syndical tout en augmentant le contrôle gouvernemental sur les syndicats avec la loi 5. Toutefois, ce projet de Code du travail est refusé par plusieurs syndicats influents du Québec et Duplessis doit faire marche arrière non sans remanier certaines lois et procédures afin de retarder les déclenchements de grève des travailleurs. De plus, selon ces nouvelles lois, certaines grèves pouvaient être considérées comme illégales, entraînant des poursuites par le procureur général de l’époque, soit nul autre que Maurice Duplessis. C’est aussi sous les ordres du procureur général que la police intervient dans les grèves pour isoler les grévistes de manière pacifique ou non. À l’époque de Duplessis, les répressions des mouvements ouvriers par la police sont fréquentes.

### L’évolution de la syndicalisation
De 1940 à 1960 au Québec on assiste à l’institutionnalisation du syndicalisme. En effet, entre 1941 et 1956, le nombre de syndicats passe de 671 à 1367 et continue d'augmenter. En 1956, la proportion des salariés ne représente que 28,7 % des travailleurs québécois. En 1960, ce pourcentage atteint presque 30 %. À cette époque, les syndicats présents au Québec sont bien différents les uns des autres. Certains travailleurs sont représentés par des associations syndicales provinciales, nationales et internationales. Par exemple, au Québec, en 1955, 601 syndicats sont affiliés à la Fédération américaine du travail (FAT), au Congress of Industrial Organisation (CIO) et autres.
Entre 1940 et 1955, la montée en puissance des syndicats profitera davantage à la FAT. Cependant, à partir de 1955, la syndicalisation passera par la FAT-CIO, issue de la fusion des deux centrales américaines. En 1956, cette union encourage le Congrès des métiers et du travail du Canada (CMTC) et le Congrès canadien du travail (CCT) à entamer leur fusion à leur tour pour devenir le Congrès du travail du Canada (CTC). De ce fait, en 1956, la CTC avec ses 250 000 membres, représente 80 % des syndiqués québécois, ce qui en fait la plus grosse organisation syndicale dans la province de Québec. Donc, à l’époque de la grève de 1959, les syndicats sont présents dans les milieux de travail bien qu’ils ne desservent pas toute la population des travailleurs.
En 1959, la Société Radio-Canada est une société d’État qui emploie énormément de gens dans différents secteurs. Il s’agit d’un très grand employeur, qui doit négocier des situations syndicales complexes. La syndicalisation des employés est divisée par corps de métier en plusieurs syndicats. Cela réduit du coup, l’influence et les moyens de pression dont disposent les syndiqués en cas de conflit avec leur employeur. Un des syndicats les plus impliqués dans la grève des réalisateurs est la Confédération des travailleurs catholiques du Canada (CTCC). C’est son secrétaire, Jean Marchand qui représente les réalisateurs pendant la grève. Il trouve l’appui d’employés de différents corps de métiers de la SRC, donc plusieurs autres syndicats et unions prendront part au conflit. Par exemple, l’ARTEC, qui représente plusieurs employés de bureau, l’IATSE, soit l'International Alliance of Theatrical Stage Employees, la NATSE, soit la National Alliance of Theatrical Stage Employees, la NABET, soit la National Association of Broadcast Employees and Technicians, etc. L’ampleur de cette entraide, entre unions, syndicats et associations, pour soutenir la grève des réalisateurs de Radio-Canada, aura marqué l’histoire syndicale québécoise.

### La télévision au Québec
Au sein de la société québécoise, la télévision arrive tardivement contrairement à d'autres pays comme les États-Unis. En 1952, avec la création de la Société Radio-Canada (SRC) le pourcentage de familles possédant une télévision augmente considérablement. Elle passe de 9,7 % en 1953, à 38,6 % en 1955. Puis, en 1960, 88,8 % des foyers québécois possèdent une télévision.
Cette dernière devient importante dans la société, car elle est non seulement une source de divertissement avec les téléromans, La soirée du hockey et les jeux télévisés, mais elle devient également une source d’information importante. Des émissions comme Les idées en marche (1954) animées par Gérard Pelletier, Carrefour (1955) ou Point de mire (1956), permettent de transmettre des idées nouvelles et d’ouvrir le Québec sur le monde.
La télévision devient également une façon d’uniformiser les modes de vie et de créer une culture commune, car tout le monde regarde les mêmes émissions puisque le gouvernement n’autorise pas la création d’autres chaînes que celle de Radio-Canada. La télévision au Québec amène également une solidarité québécoise inattendue.

### Le contexte social
Le Québec des années 1950 est en pleine prise de conscience. Après les évènements de la grève de l’amiante d’Asbestos, les Québécois réalisent la gravité des problèmes ouvriers. Il s’enuivra plusieurs autres grèves telles qu’une grève des employés du magasin chez Dupuis et Frères à Montréal en 1952 ainsi qu’une grève des travailleurs de l’Aluminium Co. à Arvida en 1957. Toutes ces grèves auront pour but d’améliorer les conditions de travail des travailleurs. C’est à la suite de ces différents conflits que la population québécoise développe une conscience syndicale lui permettant d’ainsi améliorer ses conditions de travail dans plusieurs domaines d’emplois.

## Déroulement de la grève

### Le déclenchement de la grève
Le 23 décembre 1958, un scrutin secret est organisé par l’Association des Réalisateurs de Montréal, présidé par Fernand Quirion, afin de voter la grève. Ce vote est accepté à 96%, ce qui permet au conseil d’administration de L’Association des Réalisateurs de déclencher une grève.
Le 29 décembre 1958, André Ouimet, directeur de la télévision à la SRC, convoque les réalisateurs afin de discuter et de trouver une entente. Les principales revendications des réalisateurs sont les suivantes : ils souhaitent la reconnaissance de leur syndicat en lien avec la CTCC pour assurer la représentation de leurs membres en cas de négociations, ils veulent obtenir une définition exacte des devoirs et des responsabilités associées au poste de réalisateur tout en gardant un certain pouvoir sur leurs actions et décisions. De son côté, la SRC offre trois solutions. Elle propose aux réalisateurs de créer un syndicat de boutique, autrement dit, un syndicat contrôlé par la direction. La deuxième option, offerte aux employés, est la certification du Conseil canadien des relations ouvrières, qui consiste à former certains employés à la négociation avec le patronat, afin d’éviter des litiges de reconnaissance et les grèves. La dernière option est de changer les fonctions générales d’un réalisateur, mais cela inclut la perte des droits et des avantages patronaux. Ces trois options sont inacceptables pour les réalisateurs puisqu’ils savent que la négociation limitée à l’entreprise n’est pas suffisante et qu’ils ont besoin d’une représentation extérieure. Cette réunion est un échec puisque chacune des parties maintient sa position de départ. Pendant la grève, les difficultés d'entente entre les deux parties s’accentuent par le fait que la grande majorité des employés de la SRC sont canadiens-français, tandis que les hauts postes de direction étaient occupés par des Canadiens anglais. De plus, cette division entre les francophones et les anglophones marquera le déroulement de la grève puisque, tout au long de celle-ci, les différents syndicats et unions desservant la population à l’échelle nationale telle que l’IATSE, demanderont aux membres montréalais de leur organisation de retourner au travail. De plus, cette séparation est aussi marquée par le fait que la SRC se fie aux lois fédérales contrairement aux grévistes qui se fient aux lois provinciales.

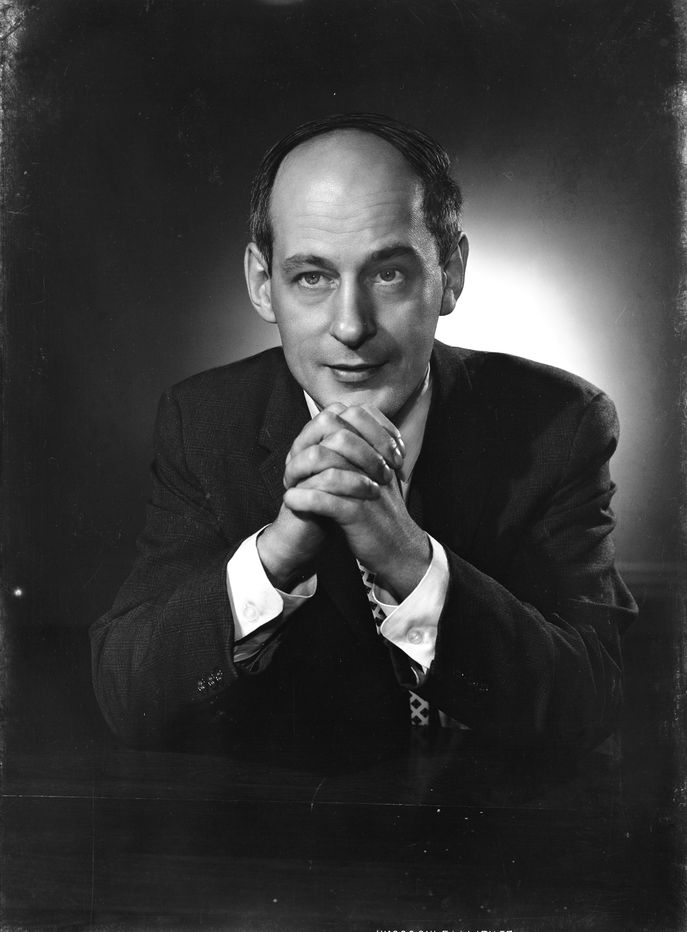
René Lévesque a été un des acteurs les plus importants de la grève des réalisateurs.

À la suite de cette rencontre, Fernand Quirion décide d’utiliser le vote de grève effectué six jours plus tôt. Il sort avec une centaine de ses collègues faire des lignes de piquetage devant l’édifice sur le boulevard Dorchester, qui est aujourd’hui connu sous le nom du boulevard René Lévesque.

### Les grands évènements
Le 29 décembre 1958 à minuit, une assemblée des syndicats de Radio-Canada est organisée. Les 1200 personnes présentes soutiennent les grévistes en joignant la ligne de piquetage[réf. nécessaire]. À ce stade, les réalisateurs et leurs alliés croyaient que la grève ne durerait que quelques jours. Dès le lendemain, soit le 30 décembre, plusieurs autres employés de différents corps de métiers se joignent aux réalisateurs pour la grève. Tout au long de la grève, des négociations ont lieu entre les deux camps.
Le lundi 5 janvier, la Société Radio-Canada convoque une assemblée du Council of Broadcasting Unions (CBU), avec l’aide de Clive Mckee, en vue de déterminer le bon moyen d’obliger les grévistes à reprendre le travail. Comme ils sont illégalement absents depuis déjà sept jours, le 6 janvier, Clive Mckee, membre de la CBU, ordonne aux travailleurs de retourner à leur poste. Il précise qu’aucune sanction ne sera appliquée, sinon la simple perte de salaire des jours non travaillés. Les 1 800 grévistes ne se laissent pas intimider, poursuivant ainsi leur débrayage. Il faut savoir que ce conseil était constitué de représentants des différents syndicats présents à la SRC. La CBU nationale fera deux autres annonces importantes d’ici la fin de la grève. Le 23 janvier 1959, elle refait pression sur les manifestants à travers des menaces de congédiements. Outre ce long débat, le 5 février, le CBU annoncera son soutien aux réalisateurs. Un revirement de situation causé lors d’une réunion du conseil où les membres défendeurs de la grève ont dû réexpliquer les fondements de base de cette démarche plutôt incomprise par les autres membres du conseil.
Le 6 janvier 1959, le président local des Syndicats des employés de bureau de Radio-Canada (ARTEC), prononce un discours contre les chefs nationaux de sa compagnie. Six jours plus tard, soit le 12 janvier 1959, 700 employés retournent au travail. Une centaine de personnes, dont la totalité des annonceurs francophones, continuent de revendiquer et créent l’ARTEC libre.
Le 9 janvier 1959, à la suite des menaces du CBU, L’Union des Artistes présidée par Jean Duceppe, procède à un vote secret visant à valider ou non, la continuité du piquetage. Le vote est approuvé par 318 pour et 38 votes contre. Le 11 janvier, La Société des Auteurs fait de même. Le vote est accepté à l’unanimité. Seul l’ACTRA va dans le sens contraire. En effet, plusieurs annonceurs de radio et de télévision anglophone retournent au travail.
En janvier, les chômeurs décident de mettre à profit leur arrêt de travail forcé. Souhaitant venir en aide aux grévistes, ils mettent en place la pièce de théâtre difficulté temporaire, un spectacle-bénéfice. Au départ, il ne doit y avoir que trois représentations. Il y en a finalement seize à Montréal ainsi que d’autres à Québec, à Hull, à Sherbrooke ainsi qu’à Ottawa. Ce spectacle présenté pour la première fois le 12 janvier 1959, est monté en 48h et regroupe vingt scripteurs, cinquante vedettes de scène, de la radio, de la télévision, du music-hall et du cabaret, dix décorateurs, trente techniciens et trois metteurs en scène. Cette pièce n’aurait pu être créée même par un riche producteur. On y retrouve entre autres Raymond Lévesque et Denise Pelletier, deux comédiens, ainsi que René Lévesque, qui explique les enjeux sociaux de la grève comme il le fait dans son émission Point de mire. Les bénéfices amassés sont utilisés pour un fonds de secours de 20 000$.
Le 20 janvier, Radio-Canada envoie une lettre à tous ses employés. On exige un retour au travail pour le 22 janvier, sans quoi des mesures coercitives seront mises en place : congédiement de tous et retour au processus d’embauche initial. Elle fait une conférence de presse à laquelle est présent notamment René Lévesque, qui est devenu un homme populaire de la grève, ainsi que Marcel Carter et Ron Fraser. En dépit de cet important débat, 1 500 employés continuent à grever et à revendiquer leurs droits, ce qui, ultimement, obligera Ron Fraser (le 25 janvier), à annoncer le retrait de l’ultimatum imposé par Radio-Canada quelques jours plus tôt.
Le 28 janvier, une marche à Ottawa est faite par les 1 500 grévistes.
Le 1er février, le Conseil canadien des artistes et auteurs (CCAA) qui regroupe toutes les unions des artistes et des auteurs au Canada exclut L’Union des Artistes et La Société des Auteurs puisqu’ils sont les deux seuls groupes qui désirent continuer la grève avec les réalisateurs. L’Union des Artistes et La Société des Auteurs remettent en cause la validité de ce vote, puisque Marcel Francq, qui a été banni de L’Union des Artistes, est présent lors du vote. Ils vont donc plaider leur cause à M. Claude Jodoin, président du Conseil du travail du Canada (CTC). En attendant la réponse de ce dernier, les deux groupes forment une alliance qui ne sera pas respectée par Radio-Canada. Le 8 février, les représentants se déplacent à Ottawa afin de négocier leur retour en poste, mais ils ne seront pas reconnus par Ron Fraser, un des directeurs de la Société Radio-Canada. Pourtant, dès le 9 février les membres de L’Union des Artistes et La Société des Auteurs réussissent à obtenir une délégation écrite, par M. Le Roy, président de la CCAA, afin de prendre leur propre décision.
Plusieurs négociations et moments importants se déroulent tout au long de la grève, mais la période décisive se situe entre le 2 et 7 mars 1959.
Le 2 mars 1959, pendant une manifestation sur le boulevard Dorchester, la police de Montréal interviendra violemment et procède à l’arrestation de 29 réalisateurs et alliés. Parmi eux, on compte Georges Dor, un comédien, René Lévesque et Jean Marchand, le syndicaliste. À la suite de cette manifestation, le chef de la police de Montréal, Albert Langlois, médiatise avoir songé à utiliser la mitraillette sur les grévistes qui auraient osé entrer dans la bâtisse de Radio-Canada. Pourtant, il est rapporté que les grévistes avaient une attitude pacifique tout en chantant le « Ô Canada ».
Le 6 mars, plus de mille personnes participent au piquetage. Dans la même journée, les responsables à la production annoncent que si la grève continue, ils démissionnent de leur poste à Radio-Canada.
Tout au long du conflit, les grévistes, incluant René Lévesque, se sont rendus à Ottawa pour manifester et se faire entendre. Ils y ont été accueillis par Michael Starr, ministre du Travail du gouvernement fédéral de Diefenbaker. Celui-ci fut surpris d’apprendre les problèmes rencontrés par le réseau français de la SRC, et fit comprendre aux grévistes qu’il ne s’impliquerait pas dans le conflit étant donné les positions gouvernementales.

### La fin de la grève
Le 7 mars 1959, la grève se termine. Après 68 jours de débrayage, les employés reprennent leur fonction, mais ce n’est qu’en 1962 que le conflit est complètement résolu.
Le 6 mai 1959, les deux partis reconnaissent qu’ils ne trouveront aucun terrain d’entente, malgré leur démarche en médiation. Après plusieurs mois de délibération, le professeur Wood, engagé comme arbitre, rend son verdict. Les réalisateurs conservent leurs droits et obtiennent le pouvoir de choisir leurs employés pour tout corps de métiers confondus. Il s’agit ici d’un autre gain important, considérant que, depuis 1952, on réclame la définition complète des tâches et responsabilités professionnelles. Enfin, ces décisions rendues par M. Woods, amènent la signature d’une première convention collective.
En 1962, les réalisateurs obtiennent la reconnaissance de leur syndicat, mais sans qu’il soit associé à la CTCC. Précisons ici que, le 7 février 1959, ils y avaient déjà renoncé. Cela dit, ils obtiendront une convention collective qui protège leurs droits, en plus de définir leurs tâches et conserver leur statut directorial. Sans obtenir une charge de travail allégée ainsi qu’une diminution des heures grâce à la rétribution des tâches, les réalisateurs ont la possibilité de faire un grief lorsque leurs responsabilités sont jugées comme étant trop grandes. Autres avantages notables et considérables : fonds de pension, congés de maladie, vacances payée et augmentation de salaire en fonction du rendement ou de la nature de chacun des postes. La SRC concède également le retrait de clauses diverses dans les contrats d’employabilité, notamment celle de la rupture de contrat individuelle à sens unilatéral et la clause de non-concurrence. De plus, on accorde une date de renouvellement fixe pour les contrats de travail, avant la date d’échéance prévue. Cet état, de fait, rend possible toute négociation avec l’employeur. Finalement, les conditions de travail des employés de la SRC reposent sur de bonnes assises syndicales, lorsqu’ils sont membres de l’Association des Réalisateurs de Montréal ou encore qu’ils acceptent de débourser un montant de 25$ par émission qui se voit versée à l’association.
De son côté, la SRC ne gagne presque rien à part la non-affiliation du syndicat des réalisateurs avec la CTCC.

### Les conséquences
À la fin de la grève, les réalisateurs atteignent un de leurs principaux objectifs : la reconnaissance du premier syndicat de cadre. Il s’agit d’une très grande avancée pour le domaine du syndicalisme et pour les Québécois qui réalisent l’importance d’un syndicat dans les milieux de travail. Dans cette perspective d’union, plusieurs associations sont nées de la grève, dont la Fédération des auteurs et des artistes du Canada, desservant la population francophone. La grève en général a permis une meilleure organisation et communication entre tous les domaines des arts de la scène, en plus de la création du Conseil de solidarité intersyndicale ainsi que le congrès du spectacle. Cependant, malgré tous les bons résultats de la grève, certains grévistes en sont sortis déçus. Ils ont cru à tort qu’ils allaient récupérer leur salaire perdu durant la grève. D’autres, sont d’avis que les syndicats auraient dû prendre leur propre décision et non suivre la CTCC et la FTQ. Somme toute, de nombreux grévistes terminent la grève épuisée et endettée.
Pendant la grève des réalisateurs de Radio-Canada, certains personnages comme André Laurendeau ou René Lévesque commencent à évoquer les inactions du Canada face au Québec. L’abstention du gouvernement fédéral sur le sujet de la grève apporte de nouveaux idéaux dans le futur de la société québécoise.
À l’automne 1959, certaines émissions ne reviennent pas en ondes, dont Point de Mire et Les belles histoires des pays d’en haut. Toutefois, il n’y a pas que les émissions de télévision qui disparaissent. André Ouimet, qui était directeur de la télévision, obtient une promotion comme directeur des services techniques nationaux à Ottawa. Il est conscient que c’est une façon de le destituer et décide donc de démissionner peu de temps après.
Étant donné que la Société Radio-Canada passe de nouveaux films pendant 68 jours, cette grève a aussi un impact négatif pour les cinémas. Mis à part les acteurs et comédiens remarqués à l’avant-scène, le grand public prend conscience du travail des différents corps de métier, dont celui des réalisateurs chargés de la conception télévisuelle.
Avec l'arrivée officielle du syndicat, plusieurs employés, tels que Charles Dumas et Fernand Quirion, bénéficient d’une protection contre de faux motifs de congédiement.

## Les impacts politiques et sociaux de la grève
La solidarité des Québécois envers leurs compatriotes s’avère l’un des plus grands impacts de la grève avec pour résultats la création de plusieurs associations de représentants des travailleurs et de groupes syndicaux, permettant des avancées syndicales notables. Cela dit, en 1962, les réalisateurs et la SRC signeront la meilleure convention collective de l’époque. De plus, de nouveaux visages font leur apparition, tel René Lévesque, qui se fait d’abord connaître à titre d’animateur à l’émission Point de mire. Après la grève, il devient député du comté de Laurier avec le Parti libéral. Il deviendra par la suite ministre des Ressources hydrauliques et ministre des Travaux publics. Puis, en 1968, il créera le Parti québécois (PQ).